# Bhamo
Bhamo (burmesiska: ဗန်းမော်မြို့) är en stad i Myanmar. Den ligger i delstaten Kachin och distriktet Bhamo i den norra delen av landet, 500 km norr om huvudstaden Naypyidaw. Orten ligger på floden Irrawaddys östra strand. Folkmängden uppgår till cirka 60 000 invånare.
Staden var tidigare en viktig handelsstad för siden, metaller och europeiska industrivaror, huvudsakligen befolkad av kinesiska handelsmän. Bhamo har en flygplats, Bhamo Airport, och ett tekniskt universitet.

## Klimat
Klimatet i området är fuktigt och subtropiskt. Årsmedeltemperaturen i trakten är 22 °C. Den varmaste månaden är april, då medeltemperaturen är 26 °C, och den kallaste är januari, med 18 °C. Genomsnittlig årsnederbörd är 2 000 millimeter. Den regnigaste månaden är juli, med i genomsnitt 448 mm nederbörd, och den torraste är januari, med 2 mm nederbörd.